# The Black Castle
The Black Castle – amerykański film grozy z 1952 roku.

## Fabuła
Sir Ronald Burton, brytyjski dżentelmen, bada zniknięcie dwóch jego przyjaciół w austriackim posiadłości złowrogiego hrabiego von Bruno. Bruno potajemnie szuka zemsty na Brytyjczykach, za to, że zbuntowali przeciwko niemu tubylców w kolonialnej Afryce.

## Obsada[1]
- Richard Greene - Sir Ronald Burton
- Stephen McNally - hrabia Carl von Bruno
- Rita Corday - hrabina Elga von Bruno
- John Hoyt - hrabia Steiken
- Michael Pate - hrabia Ernst von Melcher
- Boris Karloff - doktor Meissen
- Lon Chaney Jr. - Gargon
- Nancy Valentine - Therese von Wilk
- Tudor Owen - Romley
- Henry Corden - Fender
- Otto Waldis - Krantz the Innkeeper